# Neuseeländische Cricket-Nationalmannschaft in Simbabwe in der Saison 2011/12
Die Tour der neuseeländischen Cricket-Nationalmannschaft nach Simbabwe in der Saison 2011/12 fand vom 15. Oktober bis zum 5. November 2011 statt. Die internationale Cricket-Tour war Bestandteil der Internationalen Cricket-Saison 2011/12 und umfasste einen Test, drei ODIs und zwei Twenty20s. Neuseeland gewinn die Test-Serie 1–0, die ODI-Serie 2–1 und die Twenty20-Serie 2–0.

## Vorgeschichte
Für beide Teams war es die erste Tour der Saison. Das letzte aufeinandertreffen der beiden Mannschaften bei einer Tour fand in der Saison 2005 in Simbabwe statt.

## Stadien
Die folgenden Stadien wurden für die Tour als Austragungsort vorgesehen und am 30. August 2011 bekanntgegeben.
| Stadion  | Stadt              | Kapazität | Spiele                   |
| -------- | ------------------ | --------- | ------------------------ |
| Harare   | Harare Sports Club | 10.000    | 1. & 2. ODI; 1. & 2. T20 |
| Bulawayo | Queens Sports Club | 9.000     | 1. Test; 3. ODI          |

## Kaderlisten
Neuseeland benannte seine Kader am 23. September 2011.
Simbabwe benannte seinen Twenty20-Kader am 11. Oktober 2011.
| Test | Test | ODI | ODI | Twenty20 | Twenty20 |
| Simbabwe | Neuseeland | Simbabwe | Neuseeland | Simbabwe | Neuseeland |
| --- | --- | --- | --- | --- | --- |
| - Brendan Taylor (K) - Regis Chakabva (wk) - Elton Chigumbura - Kyle Jarvis - Tino Mawoyo - Keegan Meth - Christopher Mpofu - Natsai M'shangwe - Forster Mutizwa - Njabulo Ncube - Ray Price - Vusi Sibanda - Prosper Utseya - Malcolm Waller | - Ross Taylor (K) - Greame Aldridge - Doug Bracewell - Dean Brownlie - Martin Guptill - Brendon McCullum - Chris Martin - Andy McKay - Kyle Mills - Jeetan Patel - Jesse Ryder - Tim Southee - Daniel Vettori - BJ Watling - Kane Williamson - Reece Young (wk) | - Brendan Taylor (K) - Chamu Chibhabha - Elton Chigumbura - Kyle Jarvis - Hamilton Masakadza - Keegan Meth - Natsai M’shangwe - Christopher Mpofu - Forster Mutizwa - Njabulo Ncube - Ray Price - Vusi Sibanda - Tatenda Taibu (wk) - Prosper Utseya - Malcolm Waller | - Ross Taylor (K) - Graeme Aldridge - Doug Bracewell - James Franklin - Martin Guptill - Brendon McCullum (wk) - Nathan McCullum - Andy McKay - Kyle Mills - Rob Nicol - Jacob Oram - Jesse Ryder - BJ Watling - Kane Williamson - Luke Woodcock | - Brendan Taylor (K) - Chamu Chibhabha - Elton Chigumbura - Charles Coventry - Kyle Jarvis - Hamilton Masakadza - Keegan Meth - Natsai M'shangwe - Christopher Mpofu - Forster Mutizwa - Ray Price - Vusi Sibanda - Tatenda Taibu (wk) - Prosper Utseya - Malcolm Waller | - Ross Taylor (K) - Graeme Aldridge - Doug Bracewell - James Franklin - Martin Guptill - Brendon McCullum (wk) - Nathan McCullum - Andy McKay - Kyle Mills - Rob Nicol - Jacob Oram - Jesse Ryder - BJ Watling - Kane Williamson - Luke Woodcock |

## Tour Match
| 28. – 29. Oktober Scorecard | Bulawayo | New Zealanders 344-8 (90) & 49-0 | – | Zimbabwe XI 241 (70.5) |
|                             |          | Remis                            |   |                        |

## Twenty20 Internationals

### Erstes Twenty20 in Harare
| 15. Oktober Scorecard | Harare | Simbabwe 123-8 (20)               | – | Neuseeland 127-0 (13.3) |
|                       |        | Neuseeland gewinnt mit 10 Wickets |   |                         |

### Zweites Twenty20 in Harare
| 17. Oktober Scorecard | Harare | Neuseeland 187-3 (18/18)                    | – | Simbabwe 154 (16.5/18) |
|                       |        | Neuseeland gewinnt mit 34 Runs (D/L method) |   |                        |

## One-Day Internationals

### Erstes ODI in Harare
| 20. Oktober Scorecard | Harare | Simbabwe 231-6 (50)              | – | Neuseeland 232-1 (43.3) |
|                       |        | Neuseeland gewinnt mit 9 Wickets |   |                         |

### Zweites ODI in Harare
| 22. Oktober Scorecard | Harare | Simbabwe 259-8 (50)              | – | Neuseeland 261-6 (48.2) |
|                       |        | Neuseeland gewinnt mit 4 Wickets |   |                         |

### Drittes ODI in Bulawayo
| 25. Oktober Scorecard | Bulawayo | Neuseeland 328-5 (50)         | – | Simbabwe 329-9 (49.5) |
|                       |          | Simbabwe gewinnt mit 1 Wicket |   |                       |

## Tests

### Erster Test in Bulawayo
| 1. – 5. November Scorecard | Bulawayo | Neuseeland 426 (146.3) & 252-8d (71) | – | Simbabwe 313 (121.5) & 331 (108.1) |
|                            |          | Neuseeland gewinnt mit 34 Runs       |   |                                    |

## Statistiken
Die folgenden Cricketstatistiken wurden bei dieser Tour erzielt.
| Test            | Test       | Test    | Test    | Test    | Test    | Test    | Test    | Test    |
| Batting         | Batting    | Batting | Batting | Batting | Batting | Batting | Batting | Batting |
| Spieler         | Mannschaft | Spiele  | Innings | Runs    | Average | HS      | 100s    | 50s     |
| --------------- | ---------- | ------- | ------- | ------- | ------- | ------- | ------- | ------- |
| Brendan Taylor  | Simbabwe   | 1       | 2       | 167     | 83,50   | 117     | 1       | 1       |
| Ross Taylor     | Neuseeland | 1       | 2       | 152     | 76,00   | 76      | 0       | 2       |
| Kane Williamson | Neuseeland | 1       | 2       | 117     | 58,50   | 68      | 0       | 1       |
| Martin Guptill  | Neuseeland | 1       | 2       | 109     | 54,50   | 109     | 1       | 0       |
| Vusi Sibanda    | Simbabwe   | 1       | 2       | 106     | 53,00   | 93      | 0       | 1       |
| Bowling         |            |         |         |         |         |         |         |         |
| Spieler         | Mannschaft | Spiele  | Overs   | Wickets | Average | BBI     | 5W      | 10W     |
| Daniel Vettori  | Neuseeland | 1       | 81.1    | 8       | 17,62   | 5/70    | 1       | 0       |
| Doug Bracewell  | Neuseeland | 1       | 48      | 6       | 22,66   | 5/85    | 1       | 0       |
| Kyle Jarvis     | Simbabwe   | 1       | 46      | 6       | 27,00   | 5/64    | 1       | 0       |
| Chris Mpofu     | Simbabwe   | 1       | 48      | 5       | 29,20   | 4/92    | 0       | 0       |
| Ray Price       | Simbabwe   | 1       | 71.3    | 4       | 51,25   | 2/87    | 0       | 0       |

| ODIs             | ODIs       | ODIs    | ODIs    | ODIs    | ODIs    | ODIs    | ODIs    | ODIs    |
| Batting          | Batting    | Batting | Batting | Batting | Batting | Batting | Batting | Batting |
| Spieler          | Mannschaft | Spiele  | Innings | Runs    | Average | HS      | 100s    | 50s     |
| ---------------- | ---------- | ------- | ------- | ------- | ------- | ------- | ------- | ------- |
| Brendan Taylor   | Simbabwe   | 3       | 3       | 310     | 310,00  | 128*    | 2       | 1       |
| Martin Guptill   | Neuseeland | 2       | 2       | 179     | 89,50   | 105     | 1       | 1       |
| Brendon McCullum | Neuseeland | 3       | 3       | 144     | 72,00   | 87      | 0       | 1       |
| Malcolm Waller   | Simbabwe   | 2       | 2       | 141     | 141,00  | 99*     | 0       | 1       |
| Rob Nicol        | Neuseeland | 3       | 3       | 131     | 65,50   | 108*    | 1       | 0       |
| Bowling          |            |         |         |         |         |         |         |         |
| Spieler          | Mannschaft | Spiele  | Overs   | Wickets | Average | BBI     | 5W      | 10W     |
| Andy McKay       | Neuseeland | 3       | 28      | 7       | 23,71   | 4/53    | 0       | 0       |
| Jacob Oram       | Neuseeland | 2       | 19.5    | 6       | 15,33   | 3/44    | 0       | 0       |
| Njabulo Ncube    | Simbabwe   | 1       | 8.5     | 3       | 23,00   | 3/69    | 0       | 0       |
| Doug Bracewell   | Neuseeland | 2       | 20      | 3       | 34,33   | 3/55    | 0       | 0       |
| Malcolm Waller   | Simbabwe   | 2       | 9       | 2       | 23,50   | 1/17    | 0       | 0       |
| Luke Woodcock    | Neuseeland | 1       | 9       | 2       | 29,00   | 2/58    | 0       | 0       |
| James Franklin   | Neuseeland | 2       | 14      | 2       | 34,50   | 2/37    | 0       | 0       |
| Keegan Meth      | Simbabwe   | 2       | 20      | 2       | 68,50   | 2/52    | 0       | 0       |

| Twenty20s        | Twenty20s  | Twenty20s | Twenty20s | Twenty20s | Twenty20s | Twenty20s | Twenty20s | Twenty20s |
| Batting          | Batting    | Batting   | Batting   | Batting   | Batting   | Batting   | Batting   | Batting   |
| Spieler          | Mannschaft | Spiele    | Innings   | Runs      | Average   | HS        | 100s      | 50s       |
| ---------------- | ---------- | --------- | --------- | --------- | --------- | --------- | --------- | --------- |
| Brendon McCullum | Neuseeland | 2         | 2         | 145       | 145,00    | 81*       | 0         | 2         |
| Martin Guptill   | Neuseeland | 2         | 2         | 107       | 107,00    | 67        | 0         | 1         |
| Chamu Chibhabha  | Simbabwe   | 2         | 2         | 74        | 37,00     | 65        | 0         | 1         |
| Elton Chigumbura | Simbabwe   | 2         | 2         | 53        | 26,50     | 39        | 0         | 0         |
| Brendan Taylor   | Simbabwe   | 2         | 2         | 51        | 51,00     | 50*       | 0         | 1         |
| Bowling          |            |           |           |           |           |           |           |           |
| Spieler          | Mannschaft | Spiele    | Overs     | Wickets   | Average   | BBI       | 5W        | 10W       |
| Nathan McCullum  | Neuseeland | 2         | 6         | 5         | 8,00      | 3/23      | 0         | 0         |
| Doug Bracewell   | Neuseeland | 2         | 7.5       | 4         | 12,75     | 3/25      | 0         | 0         |
| Kyle Mills       | Neuseeland | 1         | 4         | 2         | 7,50      | 2/15      | 0         | 0         |
| Jacob Oram       | Neuseeland | 2         | 7         | 2         | 26,00     | 1/25      | 0         | 0         |
| Kyle Jarvis      | Simbabwe   | 2         | 7         | 2         | 34,00     | 2/36      | 0         | 0         |

## Player of the Series
Als Player of the Series wurden die folgenden Spieler ausgezeichnet.
| Serie | Player of the Series |
| ----- | -------------------- |
| ODI   | Brendan Taylor       |

### Player of the Match
Als Player of the Match wurden die folgenden Spieler ausgezeichnet.
| Spiel   | Player of the Match |
| ------- | ------------------- |
| 1. T20  | Brendon McCullum    |
| 2. T20  | Martin Guptill      |
| 1. ODI  | Rob Nicol           |
| 2. ODI  | Martin Guptill      |
| 3. ODI  | Malcolm Waller      |
| 1. Test | Daniel Vettori      |